# Bronów (województwo śląskie)

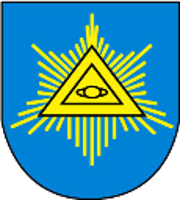
Nieoficjalny herb wsi Bronów

Bronów (niem. Braunau, czes. Brúnov) – wieś sołecka w południowej Polsce, w województwie śląskim, w powiecie bielskim, w gminie Czechowice-Dziedzice. Od północy graniczy z Ligotą i Zabrzegiem, od wschodu z Ligotą, od zachodu z Landekiem, a od południa z Rudzicą i Międzyrzeczem Dolnym. Znajduje się w Dolinie Górnej Wisły, nad rzeką Iłownicą oraz potokami Borówka i Wałówka. Według danych z 2011 r. Bronów ma powierzchnię 600 ha i liczy 1063 mieszkańców, co daje gęstość zaludnienia równą 177,2 os./km².

## Części wsi
| SIMC    | Nazwa    | Rodzaj    |
| ------- | -------- | --------- |
| 0213687 | Centrum  | część wsi |
| 0213693 | Kopaniny | część wsi |
| 0213701 | Podlas   | część wsi |
| 0213718 | Siedloki | część wsi |

## Historia
Pod względem historycznym Bronów znajduje się na Śląsku Cieszyńskim. Pierwsza wzmianka o nim pochodzi z 1566 roku. Początkowo należał do księstwa cieszyńskiego, a od 1572 dzielił losy państwa bielskiego. Po jego likwidacji w 1848 wszedł jako gmina jednostkowa w skład powiatu bielskiego. W 1900 roku utworzono samodzielną parafię bronowską pod wezwaniem Najświętszego Serca Pana Jezusa, wcześniej wierni kościoła rzymskokatolickiego przynależeli do parafii w Rudzicy.
Według austriackiego spisu ludności z 1900 roku w Bronowie w 110 budynkach na obszarze 564 hektarów mieszkało 698 osób, co dawało gęstość zaludnienia równą 123,8 os./km², z tego 640 (91,7%) mieszkańców było katolikami, 48 (6,9%) ewangelikami a 10 (1,4%) wyznawcami judaizmu, 692 (99,1%) było polsko- a 5 (0,7%) niemieckojęzycznymi. Do 1910 roku liczba mieszkańców wzrosła do 749 osób, w czym przybyło 56 katolików, a ubyło 5 żydów, zaś wszyscy zameldowani byli polskojęzyczni.
Kiedy po II wojnie światowej wprowadzono gminy zbiorowe, a następnie gromady, Bronów stracił samodzielność – należał do gminy Zabrzeg (1945–1954), gromady Ligota (1954–1973), gminy Ligota (1973–1977) i w końcu od 1977 gminy Czechowice-Dziedzice (w latach 1975–1998 należącej do województwa katowickiego).

## Osobliwości
Do zabytków Bronowa należą:
- neogotycki kościół parafialny Najświętszego Serca Pana Jezusa z lat 1874–1877,
- klasycystyczna kaplica Świętego Serca Jezusowego z 1831 przy głównym skrzyżowaniu wsi,
- cmentarz parafialny założony w 1877,
- dwie kapliczki przydrożne: św. Izydora z 1981 i "Panienka" (data nieznana),
- cztery krzyże przydrożne: naprzeciw szkoły z 1836, nad Wałówką z 1927, na Woźnioku z 1937 i przy drodze do Landeka z 1938;

Bronów znajduje się na terenie obszaru Natura 2000 "Dolina Górnej Wisły". Charakterystycznym elementem rolniczego krajobrazu Bronowa są trzy zbiorowiska sztucznych stawów.

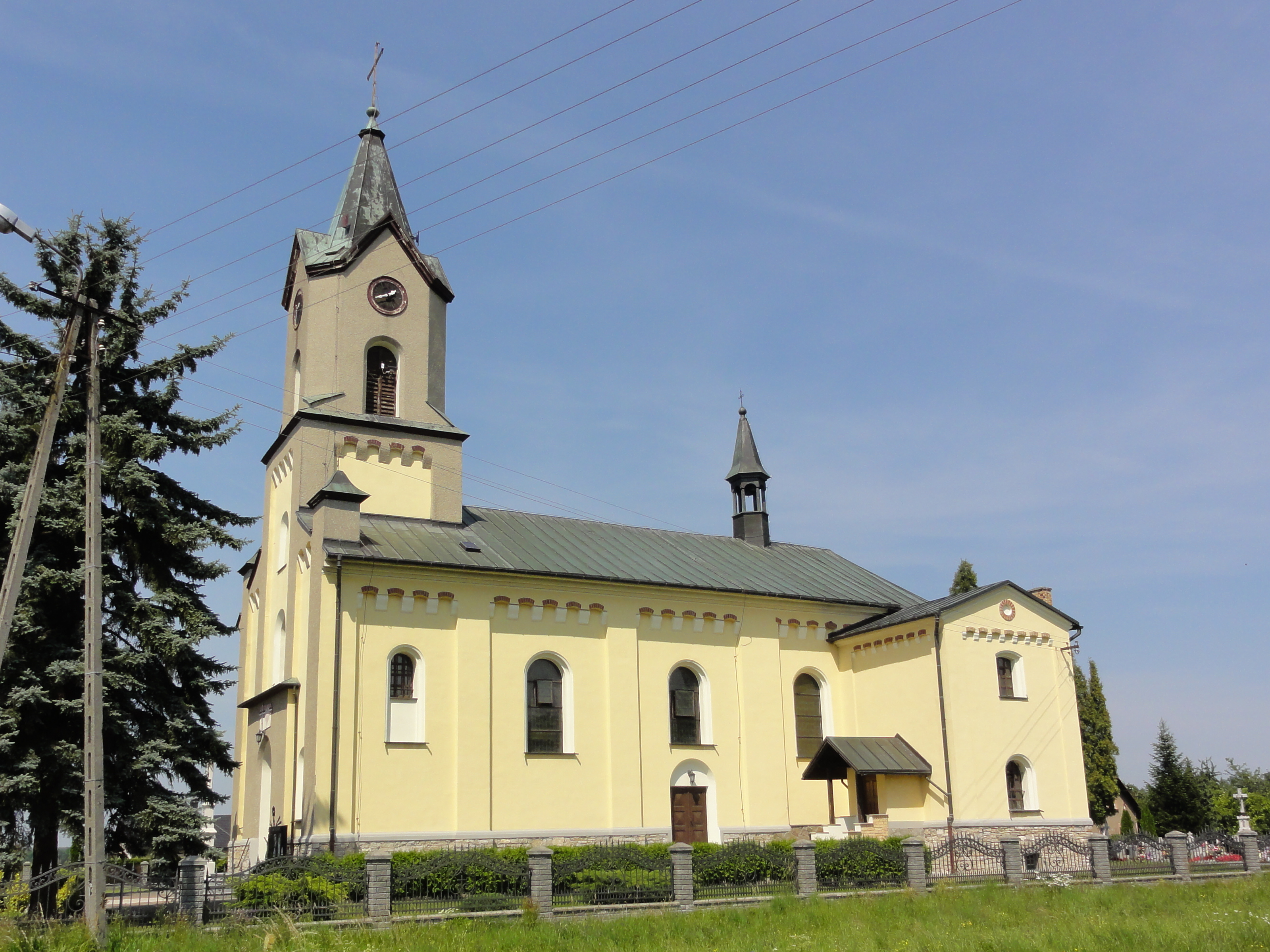
Kościół
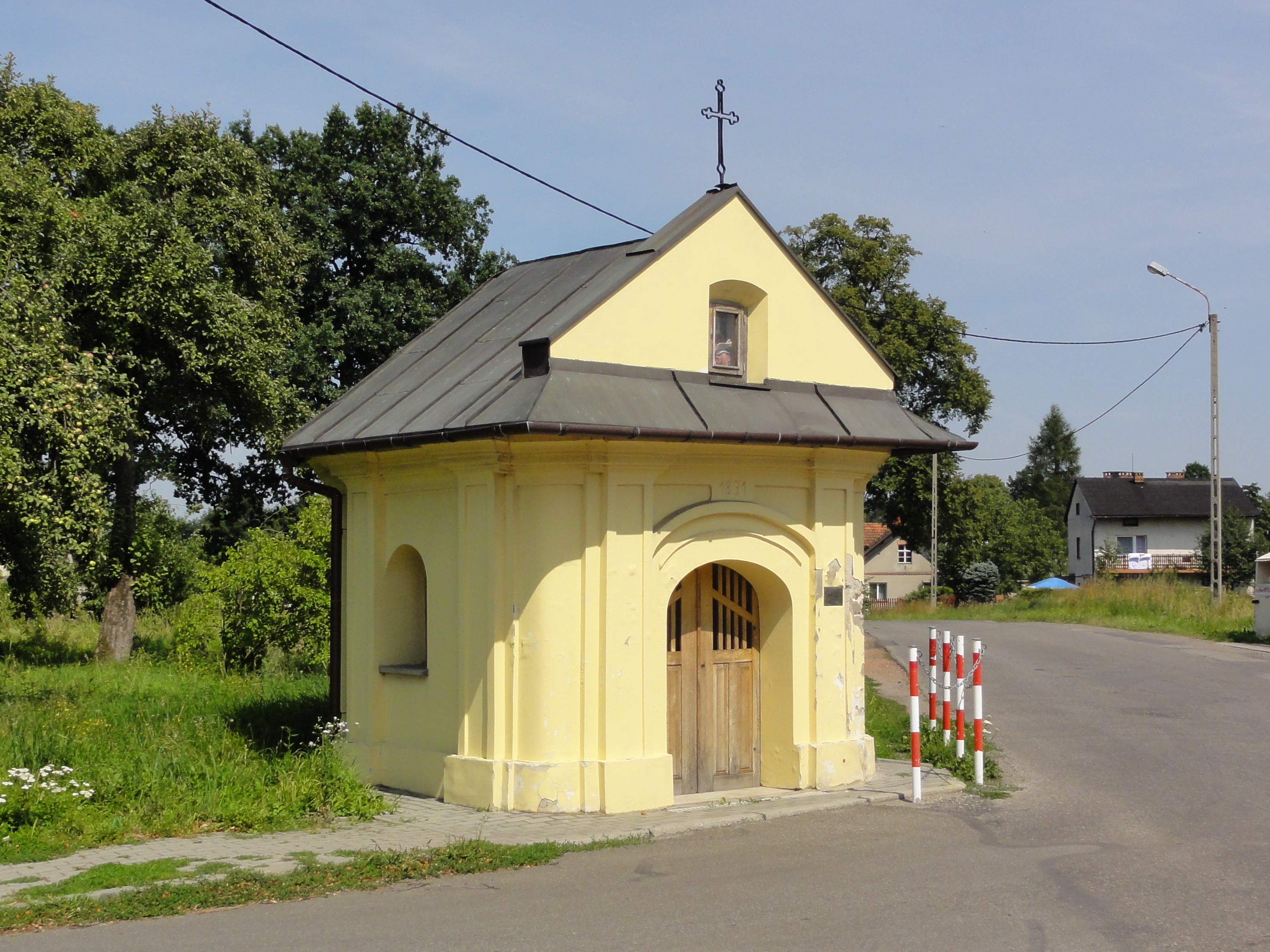
Kaplica
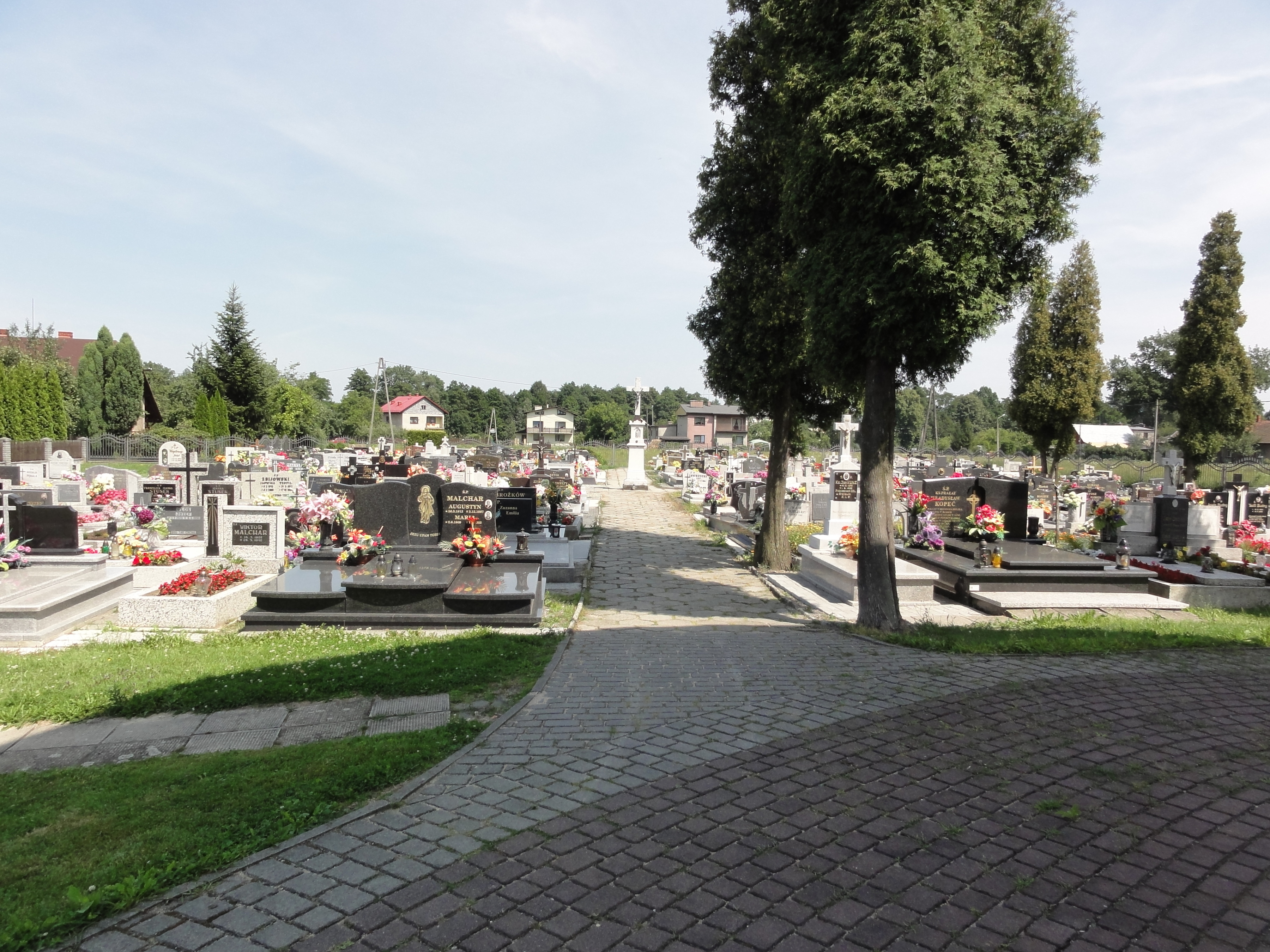
Cmentarz
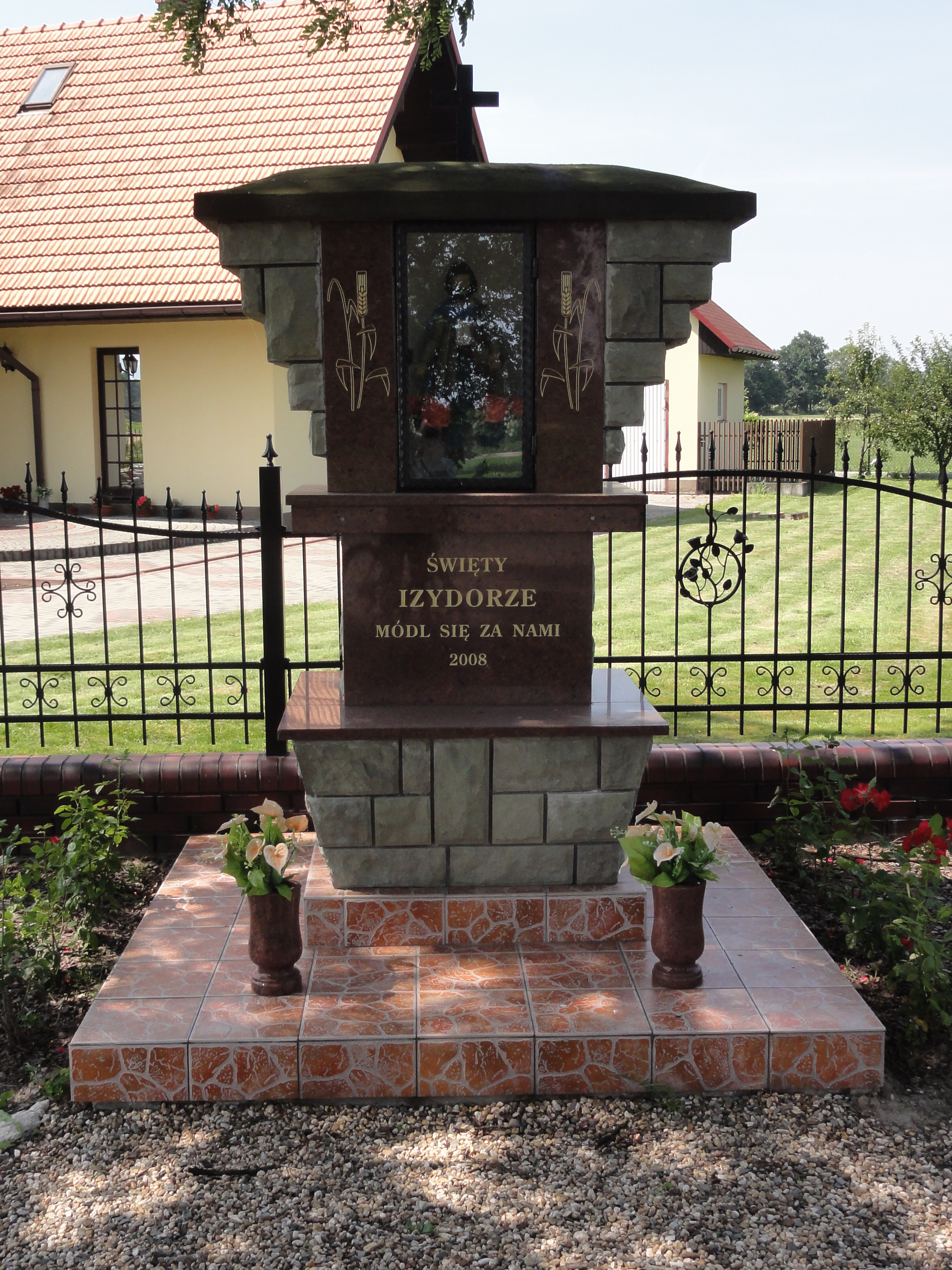
Kapliczka św. Izydora
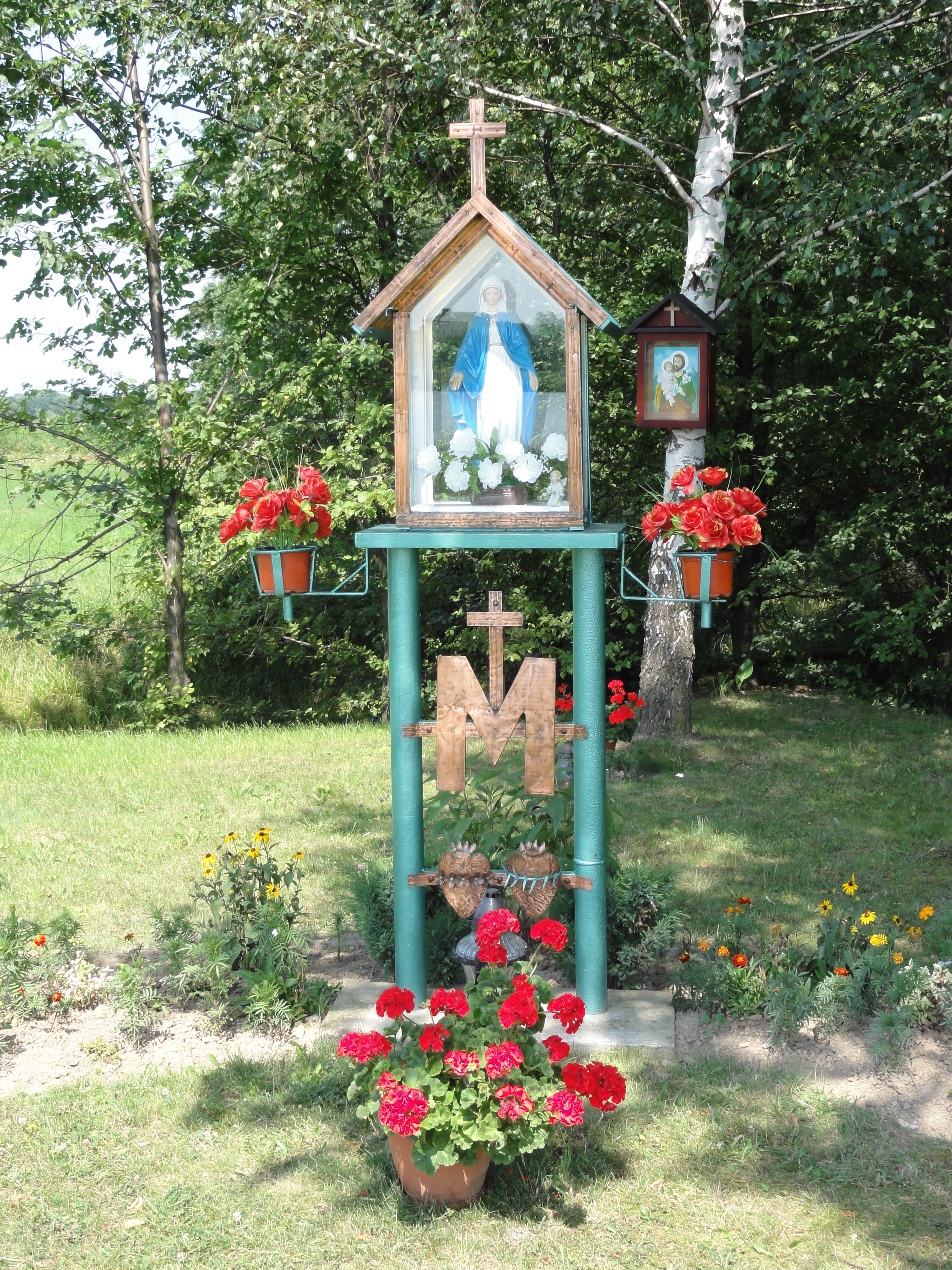
Kapliczka "Panienka"
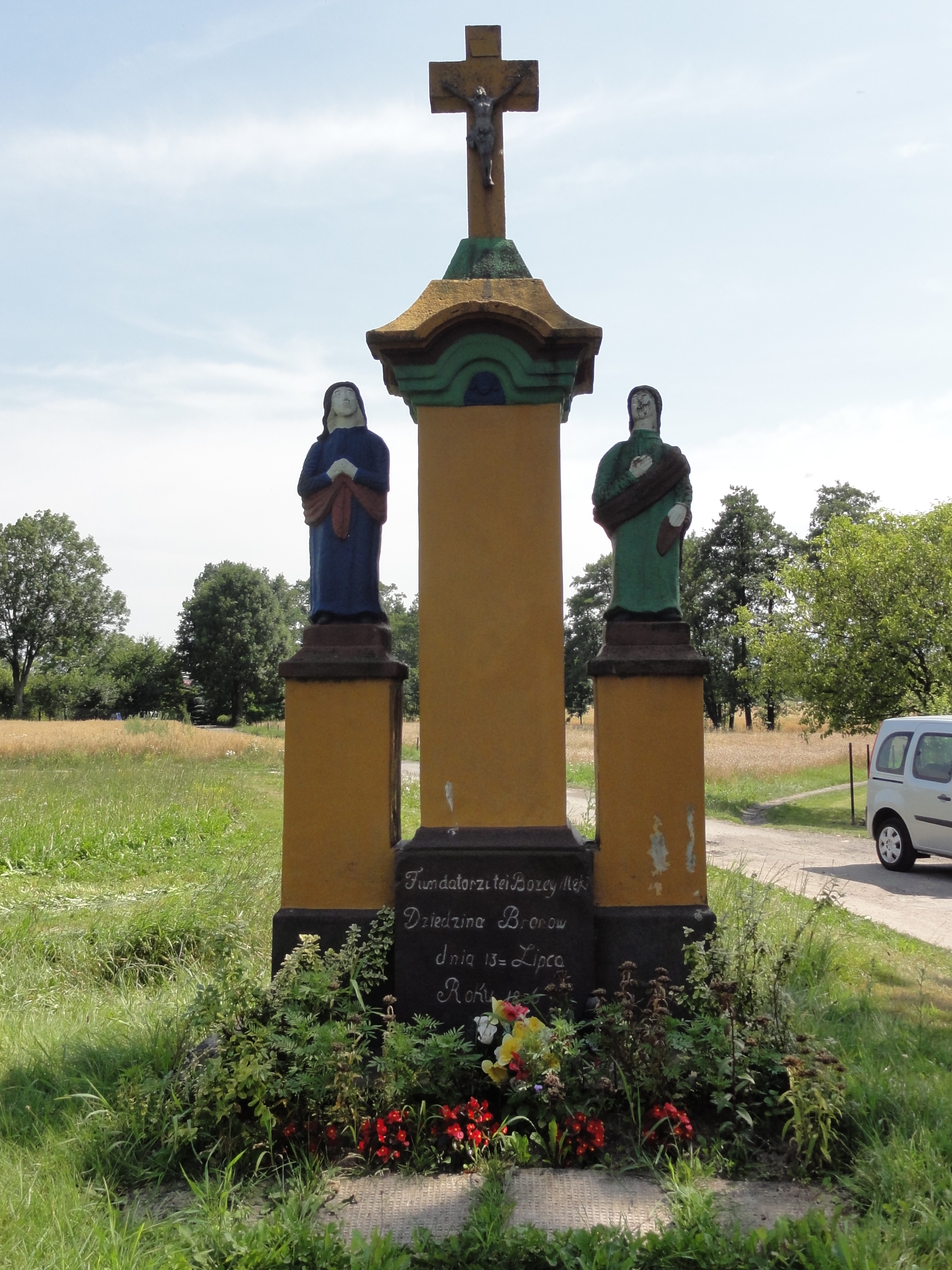
Krzyż przydrożny z 1836

## Komunikacja
Przez Bronów kursują autobusy podmiejskich linii nr 1s, 6 i X obsługiwane przez przewoźnika PKM Czechowice-Dziedzice. Do wsi niegdyś dojeżdżały autobusy PKS Bielsko-Biała na linii Bielsko-Biała - Międzyrzecze Górne - Międzyrzecze Dolne - Ligota - Bronów. Z powodu wydłużenia podmiejskiej linii 52 MZK Bielsko-Biała do Międzyrzecza, PKS wycofał się z obsługi Międzyrzecza, Ligoty i Bronowa.

## Sport i rekreacja
Na terenie Bronowa działa klub piłkarski UKS Rotuz Bronów, który występuje w Klasie okręgowej "Tychy - Bielsko-Biała" Grupa 5.